# Archief Gent

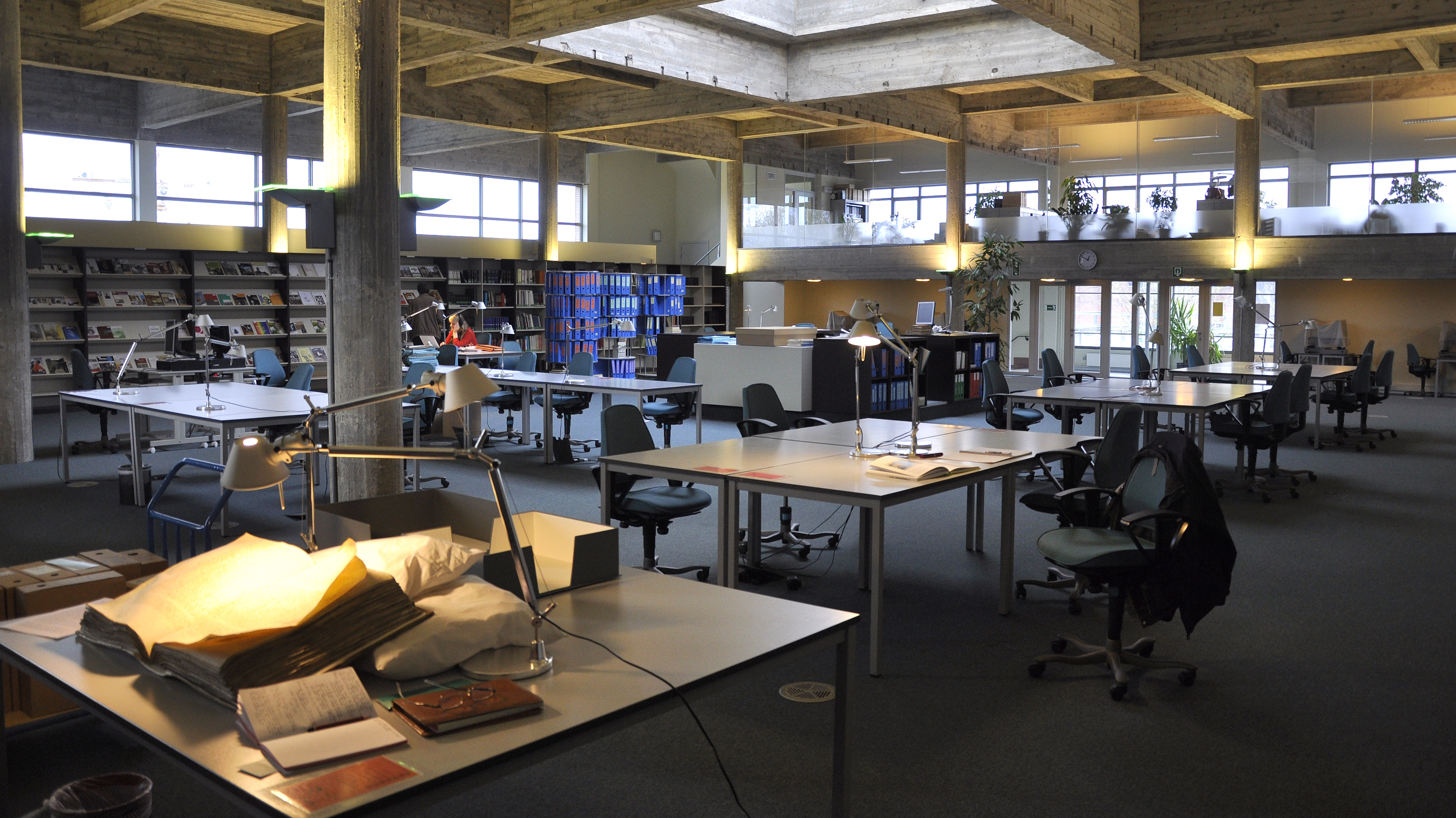
De leeszaal

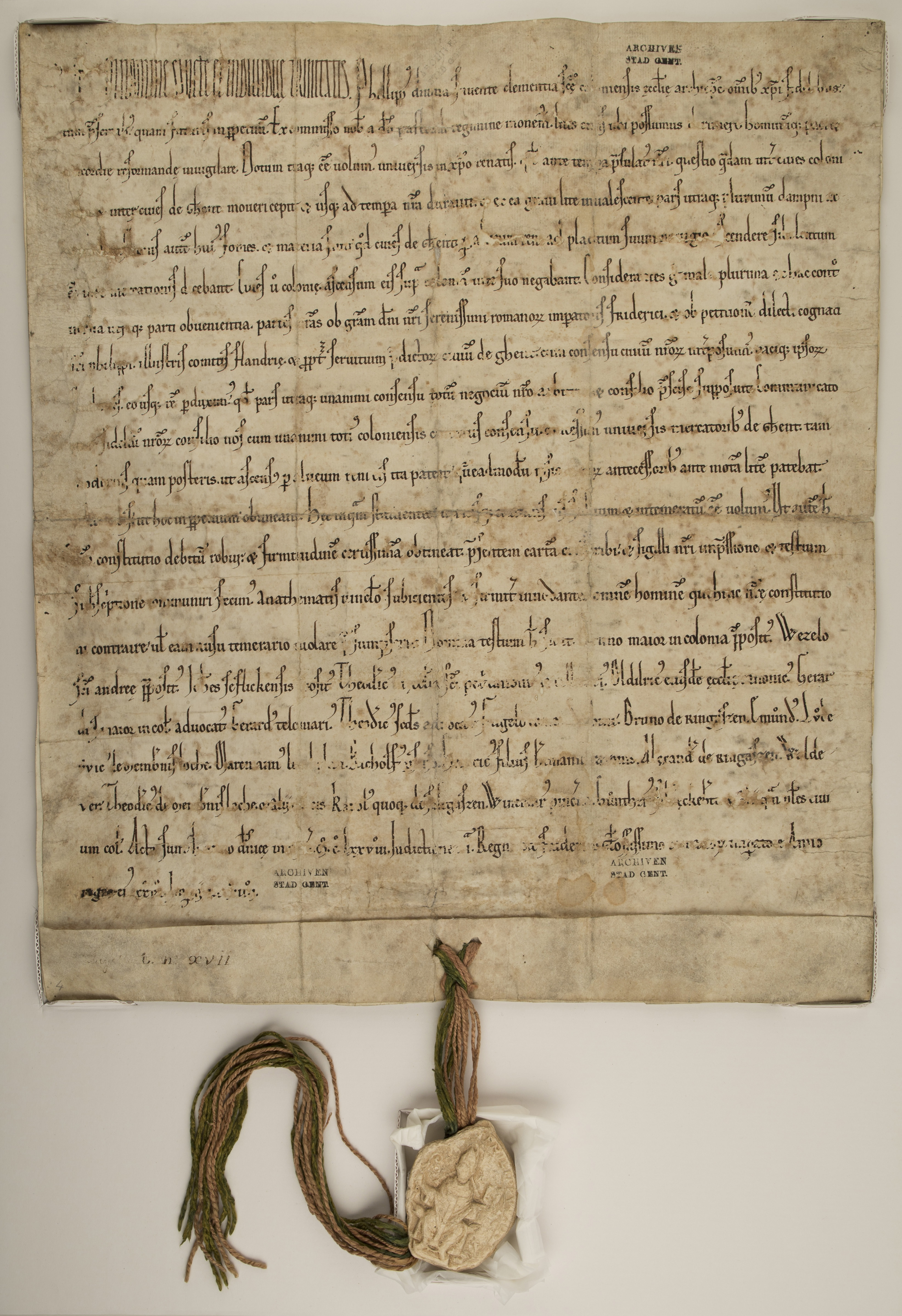
Oudste originele oorkonde uit de collectie van Archief Gent (Oud Archief, reeks 94: Charters, nr. 4). De aartsbisschop van Keulen, wiens zegel aan het charter hangt, verleent tolvrijstelling voor Gentse schippers op de Rijn, 1178.

Archief Gent is de archiefdienst van Stad en OCMW Gent, ontstaan na de fusie van het Stadsarchief Gent en Archief OCMW Gent in 2017. Archief Gent huist in De Zwarte Doos, een vernieuwbouw uit 2005 met een opvallende zwart beklede depotruimte aan de Dulle-Grietlaan 12 in Gentbrugge, een deelgemeente van Gent. De naam "De Zwarte Doos" refereert ook aan de zwarte doos van een vliegtuig waarin alle vluchtgegevens worden bijgehouden. In De Zwarte Doos worden de informatiebronnen voor de geschiedenis van de stad Gent bewaard: zowel archeologische vondsten als archief. In hetzelfde gebouw is ook Stadsarcheologie Gent gehuisvest. Het gerenoveerde gebouw was een deel van de metaalfabriek, de Puntfabriek (Arbed-site).

## Geschiedenis

### Stadsarchief Gent
Het Stadsarchief zag officieel het levenslicht op 28 oktober 1817. Stadssecretaris François Hye-Schoutheer kreeg toen van de Gentse Regeringsraad de zorg over de stedelijke archieven toegewezen. In 1819 werden drie zalen ingericht op de eerste verdieping van het voormalig Schepenhuis van Gedele op de hoek van de Botermarkt en de Poeljemarkt zodat de archieven er konden worden ondergebracht. Een belangrijke realisatie in de pioniersjaren was de publicatie van een inventaris van de Gentse charterverzameling, de Inventaire analytique des chartres et documents (1849-1867) waaraan archivarissen Charles Parmentier, Prudens Van Duyse en Edmond De Busscher werkten.
Het Gentse archief werd verder geprofessionaliseerd in 1863 toen op 16 januari de Archiefcommissie door de gemeenteraad in het leven werd geroepen. Deze commissie formuleerde voorstellen aan het archief voor uit te voeren werkzaamheden aan de collectie en taken voor het personeel. Hetzelfde jaar werd ook de systematische organisatie en classificatie van het luik modern archief, met stukken die dateren vanaf 1796, begonnen.
Stadsarchivaris Victor Vander Haeghen publiceerde in 1896 met Inventaire des archives de la ville de Gand. Catalogue méthodique général een algemeen overzicht van de inhoud van het oud archief. In 1983 verscheen een herwerking van deze archiefgids, opgesteld door Johan Decavele en Johan Vannieuwenhuyse.
Gedurende de bezetting van Gent door de Duitsers tijdens de Eerste Wereldoorlog werden de kostbaarste bescheiden ondergebracht in het Gentse Rijksarchief, dat toen gehuisvest was in het Geeraard de Duivelsteen. Ze zouden pas na de oorlog terugkeren naar het stadsarchief.
In 1931-1932 verhuisde het volledige archief van het stadhuis naar de voormalige gebouwen van de Berg van Barmhartigheid in de Abrahamstraat. Op deze plaats worden in hetzelfde jaar ook de bibliotheek van de Maatschappij van Geschiedenis- en Oudheidskunde ondergebracht. In 1935 keerde een belangrijke collectie terug naar het Stadarchief: de Atlas Goetghebuer, een collectie aangelegd door Pierre-Jacques Goetghebuer die eerder in bewaring was gegeven in de Stads- en Universiteitsbibliotheek van Gent.
In 1958 vernieuwde het archief ook op technologisch vlak en werd een fotografisch laboratorium op poten gezet. Dit laboratorium zou vooral foto's en microfilm aanmaken voor de eigen dienst en het publiek. Omstreeks 1960 beschikte het Stadsarchief ook over een boekbindatelier, waar kleinschalige restauraties konden worden uitgevoerd.
In 2000 werd een vriendenkring opgericht. ’t Archief. Gent on Files vzw biedt ondersteuning bij allerhande projecten en maakt het archief beter bekend door het organiseren van uitstappen en lezingen en het uitgeven van een tijdschrift, @rchieflink.
In 2005 verhuisde het Stadsarchief onder leiding van archivaris Leen Charles uit de Berg van Barmhartigheid naar De Zwarte Doos.
Tussen 2010 en 2017 voerde het Stadsarchief twee belangrijke inventarisatie- en digitaliseringsopdrachten uit met behulp van Vlaamse subsidies voor ontwikkelingsgerichte erfgoedprojecten. Een eerste project had als uitgangspunt de collecties en het archief van de Gentse ontwerper Maarten Van Severen. Een tweede project beoogde de digitalisering en ontsluiting van een representatief staal van Vlaamse tekstaffiches uit de Eerste Wereldoorlog. Binnen het kader van het Wereldoorlog I-tekstafficheproject werd in samenwerking met de Erfgoedcel Zuidwest en Casa Blanca vzw ook een educatief pakket ontwikkeld voor leerlingen van de derde graad van het lager onderwijs.
Stagiairs uit de opleiding archivistiek van de Vrije Universiteit Brussel, zoals Timo Van Havere, Thibaut Matthys, Wout Saelens en Florian Van de Walle verrichtten tussen 2013 en 2019 heel wat nieuw opzoekingswerk in verband met de instellingsgeschiedenis van het Gentse Stadsarchief en de geschiedenis van zijn collecties. De middeleeuwse geschiedenis van het Gentse stadsarchief was het onderwerp van het doctoraatsonderzoek van Tineke Van Gassen.

### OCMW Archief Gent
Het OCMW Archief Gent, gaat terug op de 19de-eeuwse archiefdiensten van het vroegere secretariaat van de Burgerlijke Godshuizen en het Bureel van Weldadigheid in Gent. De pioniersjaren van deze archiefdienst werden tot op heden niet zo goed onderzocht.
Omstreeks 2005 kreeg het OCMW-archief een nieuwe dynamiek door de ingebruikname van een nieuw archiefgebouw en de aanstelling van nieuwe personeelsleden. Omdat het historisch archief van het OCMW beperkt in omvang was (en reeds eerder deels naar het Stadsarchief was overgebracht), koos de dienst ervoor in te zetten op het ondersteunen van de diensten van het OCMW bij hun archief- en informatiebeheer en het bewaren van semi-dynamisch archief. Dit hield het Archief echter niet tegen om in beperkte vorm een culturele archiefwerking uit te bouwen die bekroond werd met een kwaliteitslabel als cultureel archief.
Het Archief verzorgde voor het dynamisch informatie- en documentatiebeheer van de diensten van OCMW Gent en zorgde daarnaast dat het publiek inzicht kon krijgen in de geschiedenis van de armenzorg en maatschappelijke dienstverlening in Gent sinds 1796.
Tot 1975 werden de archieven van de toenmalige Commissie van Openbare Onderstand (COO) Gent bewaard op verschillende plaatsen zoals boven het oude Economaat en de Ontvangerij, gelegen op de hoek van de Zandpoortstraat en de Sint-Martensstraat. De ruimten die daar vrij waren, werden ingenomen om archieven onder te brengen. Onder leiding van Radulphus Vandeputte werd destijds overgegaan tot het inventariseren van deze collectie. Nog in 1975 werd een nieuw aangekocht gebouw, in de Sint-Martensstraat, dat werd ingericht als opslag voor archieven. Op de twee verdiepingen was er voldoende ruimte beschikbaar om rolkasten te plaatsen wat een grote plaatswinst opleverde. De archieven werden op archiefreeks in de volgende volgorde in de rolkasten geplaatst: Bureel van Weldadigheid, Burgerlijke Godshuizen, COO-OCMW. Er was op de locatie aan de Sint-Martensstraat ook nog ruimte beschikbaar voor een bibliotheek, waarin het Belgisch Staatsblad (van 1848 tot heden) een van de grootste reeksen was.
Na tien jaar, halverwege de jaren 80, begon het archief zich bewust te worden van een toenemend plaatsgebrek en moest het daarom op zoek naar nieuwe mogelijkheden. Men speelde met het idee van een Archiefkelder en begon daarom in 1987 met de voorbereidingen voor een nieuw administratief complex in de Sint-Martensstraat waar ook het archief opnieuw een plaats zou krijgen. Na enkele problemen met deze archiefkelder werd een deel in de kelder ondergebracht en een deel in het Tehuis Leieland, nu Campus Prins Filip. In het najaar van 2001 moesten de archieven die in Tehuis Leieland opgeslagen werden opnieuw verhuizen. Stukken werden tijdelijk opgeslagen in een archiefruimte in Drongen. Daarna werd alles in een spoedoperatie terug overgebracht naar een bergruimte op de administratieve campus aan de Watersportbaan.
In het voorjaar van 2005 werd de eerste steen van het nieuwe archiefgebouw onthuld. Dit gebouw ligt aan de Neermeerskaai dicht bij de gebouwen van de huidige campus Prins Filip aan de Jubileumlaan en de Offerlaan. Op 16 oktober 2006 begon de verhuizing van de archiefdienst naar het nieuwe gebouw dat op 1 december officieel werd ingehuldigd. Het archief bleef daar gehuisvest tot de integratie in het Stadsarchief Gent in 2017.

## De collecties

### Oud Archief Stad Gent
Aangezien het voormalige Gentse Stadsarchief de documenten bevatte die het resultaat waren van de dagelijkse beheersactiviteiten van de bestuurders, bestaat een groot deel van de collectie van Archief Gent uit overheidsarchief van de stad Gent dat teruggaat tot de Middeleeuwen. Het oud archief bevat stukken die dateren van voor 1795. De inhoud staat beschreven in de Archiefgids van Archief Gent en de collectie omvat onder meer stukken van stedelijke archieven (zoals stadscharters, vorstelijke plakkaten, briefwisselingen, wetsvernieuwingen etc.), documenten van besluitvorming (zoals resoluties en voorgeboden), stadsrekeningen en stukken over openbare en private werken.

### Modern Archief Stad Gent
Het modern archief van de stad Gent pikt de draad op waar het oud archief stopt in 1795. Aanleiding voor deze splitsing is de radicale hervormingen van het stadsbestuur tijdens de Franse bezetting. Ook in deze afdeling van het archief gaat het voornamelijk over overheidsarchief. De inhoud van het modern archief staat ook beschreven in een archiefgids. De reeksen van het modern archief zijn thematisch geordend een genummerd met ofwel een letter, voor de periode van 1795 tot 1913, of een romeins numeraal, voor de periode vanaf 1913. Meer recent worden overdrachten van stadsdiensten een overdrachtsnummer meegegeven waarop het gemakkelijk kan worden teruggevonden. Dit luik van het archief bevat onder andere briefwisselingen, processen-verbaal, besluiten van de gemeenteraad en stukken over allerlei onderwerpen zoals belastingen, kadaster, openbare werken, verkiezingen, bevolkingsaangelegenheden, etc. Ook de voormalige archieven van de deelgemeenten van Gent werden na de fusie in 1977 stelselmatig overgebracht naar Archief Gent.

### Modern Archief OCMW Gent
Het archief van het OCMW van Gent bevat archieven uit verschillende periodes waarvan de voornaamste de archieven van het Bureel van Weldadigheid en de Commissie van Burgerlijke Godshuizen van Gent zijn. Deze archieven dateren uit de periode tussen 1796 en 1925. Dit waren burgerlijke instellingen die in 1796 werden opgericht door de Franse revolutionairen en de Armenkamer die in 1535 was opgericht door Keizer Karel vervingen. De Commissie van Burgerlijke Godshuizen was belast met het beheer van alle godshuizen en van alle bejaarden, vondelingen, invaliden, zieken, wezen, verlaten kinderen terwijl terwijl het Bureel van Weldadigheid thuiswonende armen ondersteunde. Vooral de registers over de vondelingen uit de archieven van de burgerlijke godshuizen worden vandaag nog vaak aangevraagd en zijn online raadpleegbaar. Het modern Archief OCMW Gent bevat ook de archieven van de Commissie van Openbare Onderstand die stukken bevat voor de periode van 1925-1977. Het grote deel van de inventarisnummers in dit luik slaat op sociale dossiers en dossiers van het speciaal onderstandsfonds. Ten slotte vallen ook de archieven van het Openbaar Centrum voor Maatschappelijk Welzijn voor de periode van 1977 tot heden onder deze koepel.

### Private Archieven
Archief Gent verzamelt naast archieven van overheidsinstellingen en het gemeentebestuur ook private archieven. Dit zijn voornamelijk archieven van personen, families, bedrijven, organisaties en vereniging met een link aan de stad en enig cultureel of historisch belang. Zo bevat het archief stukken die afkomstig zijn van het hospitaal en klooster van de Bijloke, van Gentse textielbedrijven, van Nobelprijswinnaar Maurice Maeterlinck, van fotograaf Michiel Hendryckx en van architect-ontwerper Maarten Van Severen. Een overzicht van de private archieven die Archief Gent bewaart staat op Archiefbank Vlaanderen.

### Museale collectie
Deze collectie omvat vooral objecten zoals stempels, vondelingenstofjes en -herkenningstekens, vlaggen, enkele schilderijen, godsdienstige voorwerpen en armenbussen afkomstig uit het voormalige OCMW Archief Gent.

### Beeldcollecties
Archief Gent bewaart een grote hoeveelheid bouwtekeningen, -plannen en -foto's. Daarnaast bewaart Archief Gent ook collecties van private archiefvormers, een uitgebreide fototheek met foto's, prentbrief- en porseleinkaarten en een prentenkabinet. Het gaat bij deze collecties vaak over historische beeldcollecties die gelinkt kunnen worden aan Gent, of verzamelingen samengebracht door vooraanstaande verzamelaars zoals Pierre-Jacques Goetghebuer, Armand Heins, Edouard de Keyser of Jérôme Storme, die grote aantallen tekeningen, schilderijen en prenten bevatten. Archief Gent wil systematisch inzetten op de digitalisering van de collectie en deze ontsluiten naar een breed publiek via de Beeldbank van Stad Gent.

### Audiovisuele collecties
Geluidsopnames, films en video's worden gedigitaliseerd op hoge resolutie in samenwerking met het Vlaams Instituut voor Archivering en het Koninklijk Belgisch Filmarchief.

### Bibliotheken
De erfgoedbibliotheek met meer dan 30.000 titels en de geschiedenis van Gent en de Lage Landen als onderwerp is een omvangrijk en waardevol onderdeel van de archiefcollectie. De catalogus is opgenomen in CaGeWeB, dit is de online catalogus van de Gentse Wetenschappelijke Bibliotheken. De bibliotheek van het voormalige OCMW Archief zit fysiek in de archiefdepots van de Neermeerskaai en is online opgenomen in de catalogus van De Krook. In deze collectie zitten vooral historische en juridische werken over het OCMW, de geschiedenis van het OCMW en zijn rechtsvoorgangers, over Gentse wezen en vondelingen en allerhande publicaties over maatschappelijk welzijn.

## Een greep uit de collectie van Archief Gent
Het Archief Gent bewaart verschillende stukken die een zeer belangrijke esthetische, historische, of wetenschappelijke waarde hebben.

### Het Kriegsalbum von Gent
De fotoverzameling die werd gebruikt voor de uitgave van het Kriegsalbum von Gent is sinds 2014 erkend als een Vlaams topstuk. De foto's bieden een unieke blik op hoe het leven in Gent eruitzag tijdens de Duitse bezetting in de Eerste Wereldoorlog. In 2018 werden de foto’s van het Kriegsalbum gepresenteerd in een moderne uitgave. De foto’s maken deel uit van reeks XII van het modern archief van de stad Gent.

### Register van ambachten van de houtbrekers en timmerlieden
Houtbrekers en timmerlieden vormden in Gent voor 1685 twee afzonderlijke ambachten, die regelmatig met elkaar in conflict kwamen. Om dergelijke conflicten te voorkomen, fuseerden de twee ambachten. In 1686 werd dit gezamenlijke ambacht van de houtbrekers en de timmerlieden erkend door het stadsbestuur. Pieter Pennekijn en Pieter van Beirleere, de gezworenen van het nieuwe ambacht, besloten de namen van de bestuursleden te laten optekenen in een register. Dit register werd jaarlijks aangevuld en bevat naast kalligrafische passages ook mooi vormgegeven miniaturen. Kunstenaars zoals Augustinus Cnudde (zoon van schilder Lodewijk Cnudde), Louis ’t Kindt (zoon van architect David ’t Kindt), en Frans Van Paemel werkten mee aan dit register. Het register, dat de periode 1685-1772 beslaat, wordt vandaag bewaard in de reeks 1904 van het oud archief van de stad Gent, maar valt ook online te bezichtigen op de beeldbank van Gent.

### Groot Plan van Gent van Jacques Horenbault van 1619
Jacques Horenbault was een Gents schilder en landmeter. In 1618 kreeg hij de opdracht van het Gentse stadsbestuur om het juridisch gebied van de stad in kaart te brengen. Het Groot Plan dat Horenbault afleverde, is een van de vroegste iconografische weergaves van Gent die technisch redelijk accuraat is. Naast een historische waarde heeft de kaart ook een grote esthetische waarde. Horenbault versierde de kaart met cartouches, vignetten en wapenschilden in barokstijl, doordrongen met symboliek die verwijst naar het stadsbestuur .
De kaart werd voor het eerst gerestaureerd in de jaren 1830. Na enkele jaren merkte men echter dat de kaart verder bleef aftakelen, zodat men in de jaren 1870 besloot een kopie te maken. In de jaren 1980 werd de kaart tot slot opnieuw gerestaureerd. De kaart is digitaal beschikbaar op de beeldbank van Gent. Het Groot Plan van Gent van Jacques Horenbault zit bij het Archief in de Atlas Goetghebuer met de referentie IC PK/2004 nr. 118.

### Album tekeningen Arent van Wijnendale
Arent van Wijnendale was een kunstschilder werkzaam in Gent. Het album dat hij maakte over Gent is een van zijn bekendste werken. Verschillende religieuze gebouwen in Gent zijn hierin opgenomen voor ze werden vernietigd in de godsdienstoorlogen. Zijn collectie is voor onderzoekers die architectuur in de zestiende-eeuws gent bestuderen ontzettend belangrijk omdat zijn tekeningen dikwijls de enige beeldende bron zijn die we voor een gebouw hebben. Dankzij onderzoek Marc De Vleeschouwer weten we op basis van afbeeldingen van Arent van Wijnendale hoe de Sint-Veerlekerk eruitzag voor haar ontmanteling in 1582. Na de dood van van Wijnendale kwam de collectie in handen van Christophe van Huerne en het is nu deel van de archiefcollectie en zit in de reeks Atlas Goetghebuer met referentie AVW.

### Oude bouwtekeningen
Gent overleefde de godsdienstoorlogen niet zonder kleerscheuren. Volgens de Gentse kroniekschrijver en politiemeester Justus Billet lag Gent er aan het begin van de zeventiende eeuw niet al te best bij. Veel van de houten huizen overleefden deze moeilijke periode niet. Om de stad terug in haar eer te herstellen voerde het stadsbestuur een beleid dat erg gericht was op stadsvernieuwing. Dit uitte zich niet alleen in het restaureren van publieke gebouwen maar ook in het steunen van particuliere werken. Het stadsbestuur moedigde dan ook het bouwen van stenen gevels aan (houten gevels zorgden voor te veel brandgevaar) door subsidies te geven voor personen die zo een gevel wensten te plaatsen. Gent leed echter onder haar succes. De gevels gaven de stad en dergelijke schoonheid dat het stadsbestuur de subsidies steeds verder opdreef. Het bestuur in Brussel ging echter niet akkoord met de vele uitgaven die de stad deed aan het hernieuwen van de gevels. Aan de subsidies kwam een einde in 1671.
Ook al was de periode van de subsidies voorbij, de stenen gevels bleven populair. Van 1672 tot 1795 moesten aan de schepenbank van de keure bouwaanvragen worden ingediend vooraleer er mocht gestart worden met de bouwactiviteiten. Picturaal zijn deze aanvragen van bijzondere waarde omdat in de meeste van de bouwaanvragen tekeningen met gevelontwerpen zitten. Samen met de bouwaanvraag verscheen het gevelontwerp voor de schepenbank. De stadssecretaris stelde vervolgens het advies op. Daarna werd er een bezoek voorzien van twee schepenen, de secretaris en de politiemeester. In totaal gaat het om meer dan 5000 bouwaanvragen waarvan bij 2884 nog de geveltekening werd bewaard. Gent is de enige stad in België waar zo veel geveltekeningen nog bewaard liggen. Deze reeks is bekend in de archiefcollectie als reeks 535 van het oud archief en staat ook reeds opgeladen op de beeldbank van Gent.

### Het Guldenboek van de Gentse Academie
Het guldenboek van Gentse academie voor schone kunsten is een versierd boek waarin de beschermheren van de academie en belangrijke bezoekers hun handtekening plaatsen. Men begon het boek in 1770 maar tot op de dag van vandaag wordt het aangevuld. Het bevat onder andere handtekeningen van Karel van Lotharingen, bisschop Lobkowitz van Gent, Napoleon Bonaparte en leden van de huidige Belgische koninklijke familie. Naast de handtekeningen van deze personen werd het boek ook prachtig vormgegeven door verschillende kunstenaars. Pieter van Reysschoot leverde belangrijke bijdragen voor de achttiende eeuw. De handtekeningen van de personen worden vergezeld van allegorische voorstellingen die de persoonlijkheid of verleden van de persoon in kwestie moeten verbeelden.

### Karolijnse Concessie
De Karolijnse Concessie of de Concessio Carolina is een van de belangrijkste documenten voor de geschiedenis van Gent. De achtergrond voor de totstandkoming van dit document is ingebed in de bredere Europese geschiedenis. Karel V, op dat moment de machtshebber in de Nederlanden was in oorlog met Frankrijk. Om deze oorlog te kunnen financieren legde hij verschillende steden een belasting op. De collatie van Gent (een belangrijke raad binnen Gent bestaande uit drie leden: de Poorterij, de kleine neeringen en de grote nering) weigerde echter de belasting te betalen. De landvoogdes van Vlaanderen, Maria van Hongarije liet onder druk de belasting toch innen. De reactie van Gent liet niet lang op zich wachten want in 1539 kwam de stad in opstand. Toen Karel in 1540 de opstand wist te onderdrukken werd aan Gent verschillende straffen opgelegd. Verschillende edellieden en ambtenaren moesten bijvoorbeeld, blootsvoets met een strop rond de nek door de stad te lopen. De Karolijnse Concessie bepaalde bijvoorbeeld dat de Sint-Baafsabdij moest worden afgebroken, de stenen zouden dan worden gebruikt bij de aanleg voor het Spanjaardenkasteel. Tevens werd de collatie teruggedrongen naar een raad bestaande uit één lid (de Poorterij) met 6 vertegenwoordigers. Ook de neringen werden ingeperkt, 54 neringen werden er 21. De Karolijnse Concessie uit 1540 zit in het Oud Archief reeks 94, nummer 957. Stukken over de Gentse opstand van 1539-1540 en zijn nasleep zitten in Oud Archief, reeks 94bis, nummer 1-7.

### De Politieboeken van Justus Billet
Het leven van Justus Billet is voor de zeventiende eeuw redelijk opmerkelijk. Tot zijn veertigste leidt hij een vrij avontuurlijk leven in het buitenland en bezoekt onder andere Zwitserland, Duitsland en Frankrijk. Vanaf zijn veertigste vestigt hij zich terug in zijn geboortestad Gent en richt zich op het verkopen van zaken zoals lijnwaad en zout. Wonend in het oud gildehuis van de goud- en zilversmeden in de Hoogpoort krijgt hij verschillende aanzienlijke titels binnen de stad. Zijn bekendste ambt bekleedde hij echter vanaf 1658, op de leeftijd van 50 jaar werd hij politiemeester. In zijn werk als politiemeester was het zijn verantwoordelijkheid om toezicht te houden op de openbare werken in de stad. Welke materialen werden er gebruikt, waar en hoe werden de werken werden de werken uitgevoerd waren enkele van zijn taken. Alles wat hem opviel rapporteerde in zijn politieboeken die hij nauwgezet bijhield. De politieboeken van Billet zijn niet zoals sommige andere administratieve werkinstrumenten. Zijn rapporten zijn doorspekt met persoonlijke anekdotes. Hij gaat dan ook veel verder dan enkel het beschrijven van openbare werken, andere opmerkelijke gebeurtenissen werden ook opgenomen. De twaalf politieboeken die Billet uiteindelijk aflevert geven ons een unieke blik op het leven in Gent in de tweede helft van de zeventiende eeuw.

### De Atlas Goetghebuer

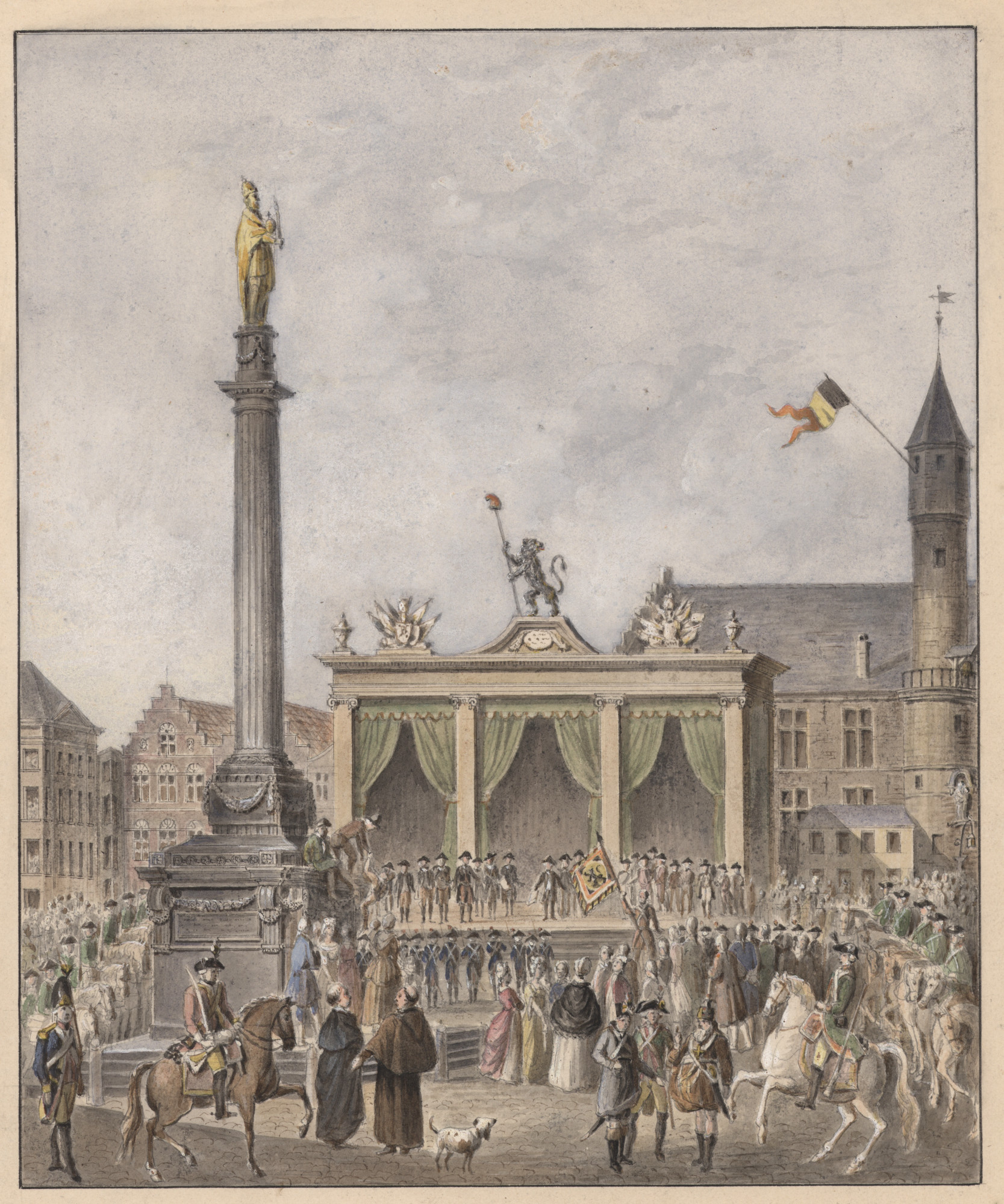
De Vrijdagmarkt in Gent, aquarel door August Van Den Eynde

Pierre-Jacques Goetghebuer was een Gentse architect die actief was in het begin van de negentiende eeuw. Een omvangrijke collectie van historische kaarten en prenten die voornamelijk Gent voorstellen en in Archief Gent bewaard worden, zijn naar hem vernoemd. Dit komt omdat de oorspronkelijke collectie van Pierre-Jacques Goetghebuer het hart vormt van de collectie die vandaag de Atlas Goetghebuer wordt genoemd. Goetghebuer begon in 1820 met het verzamelen van allerhande beeldmateriaal dat betrekking had op Gent. In de collectie van Goetghebuer vinden we onder andere werken van Jacques Horenbault, Jean-Baptiste Wynantz en Arent Van Wijnendale. Als bekroond architect was Goetghebuer echter ook een getalenteerd tekenaar en een aantal van de afbeeldingen uit de collectie zijn dan ook van de hand van Goetghebuer zelf. Naast het verzamelen van oude prenten en het zelf tekenen van Gentse gebouwen gaf Goetghebuer soms ook de opdracht aan andere kunstenaars om prenten te maken.
Het stadsbestuur kocht de volledige verzameling aan in 1867 na het overlijden van Goetghebuer in 1866. De collectie omvatte op dat moment ongeveer 4250 stukken. De verzameling werd vanwege plaatsgebrek van 1867 tot 1935 bewaard in de universiteitsbibliotheek aan de Ottogracht. De oorspronkelijke collectie van 4250 stukken werd echter nog geruime tijd na de dood van Goetghebuer aangevuld met andere stukken. Een belangrijke aanvulling gebeurde in 1874. Auguste Van Lokeren, Gents politicus en advocaat had ook een verzameling prenten van Gent die na zijn dood werden geïntegreerd in de Atlas Goetghebuer. Ook delen van het archief van de stad zelf vonden in de loop der jaren hun weg naar de Atlas Goetghebuer. Het gaat hier dan meestal over oude bouwtekeningen. Op deze manier werden de reeksen 99, 532bis en 533bis van het oud archief toegevoegd aan de Atlas. 
Toch is de collectie van Goetghebuer niet compleet: dubbels van de stukken werden omgeruild met bijvoorbeeld  Edouard de Keyser, een deel van de collectie bleef ook achter bij de verhuis van de universiteitsbibliotheek naar het stadsarchief, en zaken zoals ingelijste afbeeldingen vonden hun plaats in het Bijlokemuseum (het huidige STAM). De Atlas Goetghebuer telt vandaag meer dan 9000 stukken. Het is zonder twijfel de meest geraadpleegde iconografische collectie omtrent de geschiedenis van Gent en van bijzonder belang voor iedereen die geïnteresseerd in het architecturaal verleden van Gent.

### Stadsrekeningen
De stadsrekeningen van Gent zijn een van de belangrijkste bronnen voor het historisch onderzoek naar de stad Gent. Zowel de inkomsten als uitgaven van de stad staan hierin geboekstaafd. Er is in deze documenten een grote continuïteit van de middeleeuwen tot het einde van het ancien regime. Slechts enkele kleine hiaten belemmeren het totaalbeeld. De Gentse economische situatie kan hiermee grotendeels voor de periode van 1314 – 1798 worden gereconstrueerd. Wat de veertiende-eeuwse rekeningen uniek maken in Vlaanderen is dat ze in het Middelnederlands zijn opgesteld en niet in het Frans. 1314 is echter niet de aanvangsdatum van de reeks stadsrekeningen. Zo is er bijvoorbeeld ook fragment uit 1280 bewaard. De rekeningen zijn bijna allemaal in codexvorm bewaard. De laatste rekening die nog op rolvorm stond dateert van 1319-20. De uitgaven werden per uitgavepost ingedeeld en de belangrijkste bleven gedurende het hele ancien regime onveranderd. De stadsrekeningen geven ons een unieke blik op evenementen waar we vaak ander weinig over ingelicht worden. Bezoeken aan het buitenland, uitgaven voor geschenken en uitgaves voor stadsfeesten kunnen aan de hand van de stadsrekeningen worden uitgepluisd.
Het doel van de stadsrekeningen was voornamelijk ter controle van de in- en uitgaven van de steden ten aanzien van de vorst. Gent wist zich van deze verplichting in de veertiende en vijftiende eeuw meerdere malen af te wimpelen. De rekeningen werden ook voorgelezen aan het volk aan het begin van een nieuw schepenjaar (15 augustus) in de oude halle. Burgers konden op deze manier hun bezwaren uiten. De schepenbank van de Keure was verantwoordelijk voor de opstelling van de rekeningen. Ze werden echter niet bewaard in het schepenhuis van de keure maar in een daarvoor speciaal voorziene plaats in het stadhuis, namelijk de Tresorie. Na de Karolijnse Concessie werden ze echter opgeborgen in de Thesauriezaal.
Referentie: Stadsrekeningen (AG, OA reeks 400).

### Registers van de Schepenbanken
Aan het begin van de veertiende eeuw kende Gent twee schepenbanken. De schepenbank van de Keure en die van de Gedele. Deze opmerkelijke situatie was ontstaan tijdens de Vlaamse Opstand (1297-1305). In de dertiende eeuw werd Gent nog bestuurd door het zogenaamde college van de XXXIX.  Dit college van 39 mannen werd onderverdeeld in 13 schepenen (de eigenlijke bestuurders), 13 raadslieden (zij woonden de raden bij) en 13 wapenlingen (zij vervingen bij afwezigheid een van de andere 26). Aan dit systeem werd een einde gemaakt in 1300 toen Filips de Schone van Frankrijk kortstondig terug de macht kon grijpen in Gent. Hij besliste dat er slechts twee groepen van 13 mannen Gent zouden mogen besturen. De eerste schepenbank werd de schepenbank van de Keure genoemd. Zij stonden in voor het dagelijkse beheer van de stad en vormden tevens een strafrechtelijke rechtbank. De tweede schepenbank van Gent was de schepenbank van Gedele. Hun belangrijkste taak was het beheren van de goederen van minderjarige wezen, maar zij stonden ook in als vredegerecht.
Beide schepenbanken hielden in jaarregisters hun akten bij. Nagenoeg alle registers van deze schepenbanken zijn bewaard. Als bron voor historisch onderzoek zijn ze van onschatbare waarde. De jaarregisters van beide schepenbanken zijn gevuld met akten waarin niet alleen namen staan van personen die nergens anders voorkomen ze zijn ook een primaire bron voor het dagelijkse reilen en zeilen van de stad te reconstrueren. Het visuele aspect van deze reeksen mag ook niet onderschat worden. Op de jaarregisters van de schepenbank van de Keure werd vanaf 1468 tot 1648 werden op boekbanden telkens het wapen van de voorschepen geschilderd. Ook de schepenen van Gedele lieten de boekbanden van hun staten van goed beschilderen met het wapenschild van de voorschepen. Om de kostbare registers te beschermen tegen het Franse revolutieleger werden de wapenschilden op de boekbanden overschilderd met een grijze olieverf. In 1790 vaardigde de Franse republiek immers een wet uit dat opriep tot het vernietigen van wapenschilden of alle symbolen die verwezen naar de adel. Toen de Franse revolutionairen in 1794 het Gentse stadhuis bereikten was er voor hen dan ook niets aan de hand. Voor bijna honderd jaar zullen deze wapenschilden bedekt blijven onder een onopvallende grijze laag verf. Pogingen van om de wapenschilden terug bloot te leggen werden wel ondernomen door schrijver en stadsarchivaris Prudens Van Duyse samen met schilder Felix De Vigne. Jammer genoeg faalden deze pogingen. Pas onder stadsarchivaris Victor Vander Haeghen werd in de jaren 1880 met de gebundelde inspanning van Ernest Lacquet en Herman Van Duyse een procedé gevonden om de verf te verwijderen en de wapenschilden bloot te leggen. De wapenschilden werden nog een tijdlang tentoongesteld in de troonzaal van het stadhuis.
De jaarregisters van de schepenbank van de Keure zitten in de collectie onder het oud archief reeks 301, de Staten van Goederen van de schepenbank van Gedele onder reeks 330.

### Foto's van de stedelijke commissie voor monumenten en stadsgezichten
De stedelijke commissie voor monumenten en stadsgezichten (SCMS) te Gent werd opgericht op 27 december 1823 door het provinciaal bestuur van de provincie Oost-Vlaanderen. De commissie bestond in haar beginjaren voornamelijk uit cultuurminnende Gentenaars zoals François Hye-Schoutheer, Lodewijk Roelandt, Lieven de Bast. Zij moesten een adviesraad vormen voor het stadsbestuur als zaken zoals de restauratie of vernieling van gebouwen werden besproken. Deze commissie heeft heel wat belangrijke verwezenlijkingen naar voren gebracht. Zo slaagden ze er bijvoorbeeld in om de Sint-Baafsabdij te redden. Ook het Gravensteen werd in grote mate gerestaureerd dankzij de commissie. De SCMS vergaderde tot 1934 in het huis de Pelikaan in de St Kathelijnestraat. Daarna vonden ze hun intrek in de voormalige Berg van Barmhartigheid in de abrahamstraat waar op dat moment ook het stadsarchief gevestigd was.
De foto’s van de SCMS van Gent vormen een van de belangrijkste fotocollecties van Gent. De eerste foto’s van deze collectie werden gemaakt in de jaren ’60 van de negentiende eeuw door Charles D’Hoy. Dit luidde het startschot in om tal van foto’s te maken van Gent. De foto’s die aan de overgang van de negentiende naar de twintigste eeuw zijn gemaakt, zijn ontzettend belangrijk voor het historisch onderzoek. Ze werden vooral gebruikt bij het helpen van schrijven voor adviezen van restauraties. Verder documenteerden ze ook monumenten voor, tijdens en na grootschalige werken. Grote stadsvernieuwingswerken zoals het Zollikofer-Devigneplan vanaf de jaren 1880 en de voorbereidingen voor de wereldtentoonstelling van 1913 zorgde ervoor dat Gent zijn negentiende-eeuwse straatbeeld verloor. Het is dankzij de fotocollectie van de SCMS dat we deze werken de dag vandaag vrij nauwkeurig kunnen reconstrueren. De SCMS had geen eigen fotograaf in dienst en kocht daarom foto’s direct bij de fotografen zelf. Enkele bekende Gentse fotografen hebben belangrijke bijdrages geleverd aan de vandaag meer dan 7000 tellende collectie van foto’s. Onder hen was de fotograaf Edmond Sacré een van de meest bekende.
De fotocollectie van de stedelijke commissie voor monumenten en stadsgezichten is terug te vinden onder de archiefcode SCMS. Een groot deel van de foto’s zijn online raadpleegbaar op de beeldbank van Gent.

### De Collectie Wynantz
Jean-Baptiste Joseph Wynantz was een Nederlandse kunstschilder die aan het begin van de negentiende eeuw verschillende aquarellen maakte van Gent. Hij werkte voornamelijk in de periode van het Verenigd Koninkrijk der Nederlanden (1815-1830). Hij wordt toegeschreven als de vervaardiger van meer dan 150 aquarellen die allemaal plaatsen in Gent voorstellen. Wynantz laat op deze manier plekken zien waar anders voor deze periode nauwelijks beeldmateriaal voorhanden hebben. Een voorbeeld is het zicht op de Muinkmeersen, een opvallend beeld omdat dit een weergave is van de periode vlak voor de oprichting van het Zuidstation en de spoorlijn. De collectie geeft ons een uniek beeld van hoe Gent eruitzag. Het stadsbeeld van Gent was op dit moment volop in verandering en de ontluikende industrialisering deed zijn intrede in Gent en de impact op het straatbeeld hiervan was niet gering. Archief Gent bewaard vandaag 134 aquarellen. Deze vonden hun weg naar het archief via de topografische collectie van de architect Pierre Jacques Goetghebuer. Het is vooral dankzij Goetghebuer dat we de herkomst van Wynantzaquarellen kennen omdat Goetghebuer de gewoonte had om notities aan te brengen op achterkant van zijn verworven prenten.
Referentie: Verzameling stadsgezichten op Gent door Jean-Baptiste Josephe Wynantz (AG, IC reeks AG/W).

### Vondelingenregisters
De vondelingenregisters kenden hun oorsprong in de Franse periode. De sterk administratieve inslag van dit regime liet zich gelden op elk niveau van de samenleving. Ook op vondelingen werd er een sterker toezicht gehouden door de staat. Eén manier om dit te doen was door alle vondelingen op een centraal punt in de stad te doen verzamelen. In Gent was dit in de zogenaamde Sint-Jan-in-d’olie wijk, niet ver van de Oude Schaapmarkt. Hier werd de vondelingenschuif of de “rolle” geïnstalleerd. Wanneer een kind in de vondelingschuif werd geplaatst dan trad de administratie van de Burgerlijke godshuizen  in werking. De naam van het kind werd genoteerd (dikwijls werd een briefje met wensen bij het kind achtergelaten). Daarna beschreef men het tijdstip van de achterlating, de kleren van het kind, en de geschatte leeftijd.
De rolle werd in Gent opgericht in 1820 en bleef als langste in Vlaanderen bestaan tot 1863. De registers van de vondelingen beginnen echter al in 1796 en lopen tot 1861. De vondelingenregisters zijn niet alleen een sleutelbron voor genealogen maar ook voor sociale geschiedenis. Daarnaast bevatten ze soms ook briefjes van de ouders of stukjes stof van de kleren van de kinderen. Deze gunnen ons een unieke inkijk in het leven van de minder gegoede klasse van negentiende-eeuws Gent. De registers werden volledig gedigitaliseerd door het archief van het OCMW te Gent (heden Archief Gent). De stukjes stof werden ook digitaal raadpleegbaar gemaakt op de website van erfgoedinzicht.
Referentie: Vondelingenregister van de Commissie van Burgerlijke Godshuizen 1796-1861 (AG OCMW/BG nr. 16).

### Stadscharters
De stadscharters zijn een van de belangrijkste reeksen voor het vormen van stedelijke identiteit. De oudst bewaarde originele oorkonde is neergeschreven van 1178 en is afkomstig van Filips van de Elzas, graaf van Vlaanderen. Dat er geen oudere charters bewaard zijn valt te verklaren met het feit dat er een hevige brand woedde in Gent in 1176. De Charters werden traditioneel in het belfort bewaard, maar dit was niet altijd het geval. Na de brand van 1176 is er veel onduidelijkheid over waar nu precies de Gentse oorkondeschat werd bewaard. Een oud schepenhuis, of een voorloper van het belfort in hout zijn allemaal mogelijke bewaarplaatsen. Ook de Sint-Niklaaskerk is kanshebber. Het was een van de vroegste gebouwen die in Gent uit steen was opgetrokken. Kerken werden in de middeleeuwen tevens meermaals als veilig onderkomen gebruikt. De veertiende eeuw bracht meer uitsluitsel over de bewaarplaats van de Gentse oorkondeschat. Het klooster van de Fransiscanen was ongetwijfeld een bewaarplaats. Voor de recent toegekomen charters werd speciale plaatsen voorzien in het schepenhuis van de keure op het stadhuis. Vanaf 1400 werd de volledige oorkondeschat uiteindelijk verplaatst naar het Belfort. Momenteel worden de stadscharters bewaard in Archief Gent in de Zwarte Doos. De reeks is door verschillende vorsers gebruikt geweest. Een eerste belangrijke ontsluiting kwam er dankzij de archivarissen Prudens Van Duyse en Edmond De Busscher. Sinds 2009 loopt er een project om de Charters op een betere manier te bewaren.
Stadscharter zitten in het oud archief onder de reeks 94.

### Familiepapieren
De familiepapieren die zich in Archief Gent bevinden vormen wellicht een van de grootste raadsels uit de collectie van het stadsarchief van Gent. De familiepapieren bevatten allerlei informatie over verschillende families binnen en buiten Gent. Dit archieffonds is nauw verwant aan het fonds ‘vreemde steden’ en het fonds ‘familiehandboeken’ en de genealogieën. Hun link is de consignatiekamer van het Gentse stadsbestuur in de zeventiende en achttiende eeuw. De consignatiekamer vormde een belangrijk onderdeel van de twee schepenbanken van Gent. Beide schepenbanken werkten immers als rechtbank binnen de stad Gent en het bredere Gentse kwartier. De schepenbank van Gedele stond in voor de willige rechtspraak terwijl de schepenbank van de Keure instond voor strafrechtelijk aangelegenheden. De consignatiekamer kan worden gezien als een soort bewijskamer. Stukken die betrekking hadden tot een bepaalde rechtszaak werden er afgeleverd zodat beide partijen ze konden bekijken.
Deze stukken bieden historici een waaier aan informatie over verschillende families in Gent. Onderzoek van Wout Saelens wees uit dat veel van de geconsigneerde familiepapieren hun plaats in het archief vond door erfkwesties in verband met priesters. Het archief van de consignatiekamer beruste op de zolder van het stadhuis, waar ze lange tijd in grote wanorde lagen. Het geconsigneerde archief werd gedurende de negentiende in vier aparte fondsen ingedeeld waarvan de reeks familiepapieren er vandaag een van vormt. Omdat de reeks stukken van verschillende aard bevat en minder goed doorzoekbaar is zoals bijvoorbeeld de stadsrekeningen worden de familiepapieren over het algemeen minder geraadpleegd. Toch bevat deze bron belangrijke gegevens over families in Vlaanderen waar we anders misschien weinig of geen informatie over zouden hebben. Enkele stukken uit de familiepapieren zijn ook esthetisch zeer mooi. De genealogie van de familie Mesdagh is er zo een van.
De reeks familiepapieren vallen ook onder het oud archief en kreeg de code FP mee.